# Червеноврат гмурец
Червеновратият гмурец, наричан също и среден гмурец (Podiceps grisegena), е птица от семейство Гмурецови. Среща се в Северна и Източна Европа (включително в България), Азия и Северна Америка.